# بوهدانا فرولیاک

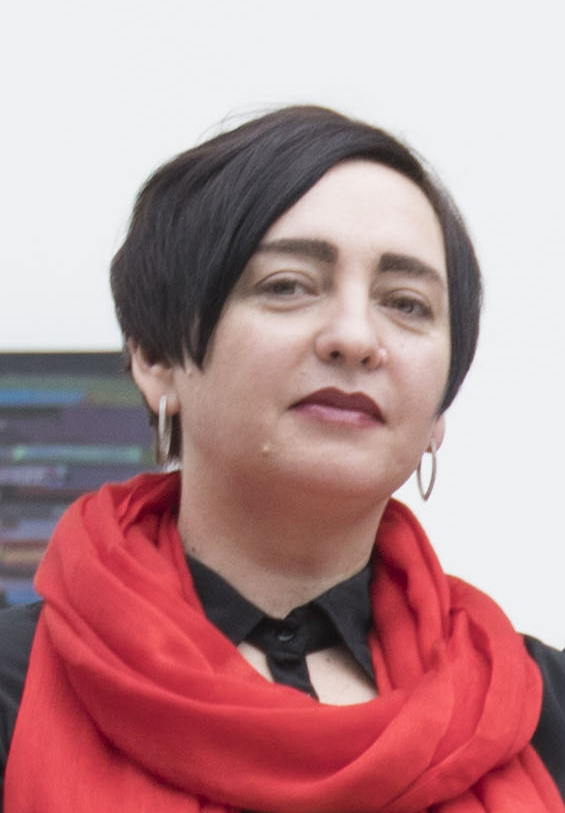
بوهدانا فرولیاک

بوهدانا فرولیاک (متولد ۵ مارس ۱۹۶۸ در استان ایوانو فرانکیسوک SSR اوکراین)آهنگساز اوکراینی معاصر است.

## زندگی‌نامه
فرولیاک دانش‌آموخته کنسرواتوارورشو است. وی در سال ۱۹۸۶ از Solomiya Krushelnytska Lviv فارغ‌التحصیل شد. از تحصیل در رشته پیانو تئوری موسیقی و ترکیب. در سال ۱۹۹۱ او از هنرستان موسیقی لووف به عنوان یک آهنگساز فارغ‌التحصیل شد. معلمان او در آکادمی ولادمیر فلیس و Myroslav Skoryk. بودند در سال ۱۹۹۸ مدرک دوره کارشناسی ارشد ر از همان دانشگاه اخذ نمود. در سال ۲۰۰۹ او با حضور در دو دوره دانشکده ترکیب و دانشکده موسیقی معاصر و جاز از آکادمی موسیقی در کراکوف (لهستان)تحصیلات خود را به پایان رساند.
وی از سال ۱۹۹۱ مدرس ترکیب موسیقی در هنرستان موسیقی لووف بوده و همچنین عضو اتحادیه آهنگسازان اوکراین است.

## عمده آثار
- ارکستر
  - Symphony No.  1 Orbis Terrarum — ۱۹۹۸;
  - Symphony No.  2— ۲۰۰۹;
  - کنسرتو برای پیانو و ارکستر (برای بازیکنان جوان) — ۲۰۰۰;
  - کنسرتو برای کلارینت و ارکستر — ۲۰۰۴–۲۰۰۵;
  - "تو vozdukhakh plavayut' lisy..."(["У воздухах плвавють ліси..."] Error: {{Lang-xx}}: متن دارای نشانه‌گذاری ایتالیک است (راهنما)) در مقابل با Vasyl Stefanyk و نذار Honchar برای کلارینت، ویولن سل، پیانو گروه کر مخلوط و سازهای زهی — ۲۰۰۲;
  - Vestigia برای ویولن و ویولا و سازهای زهی — ۲۰۰۳;
  - Kyrie eleison برای گروه کر مخلوط و رشته ها — ۲۰۰۴;
  - Daemmerung برای کلارینت و رشته ها — ۲۰۰۵;
  - Agnus Dei برای گروه کر مخلوط و رشته ها — ۲۰۰۶;
  - Jak modlitwa در مقابل با آدم Zagajewski برای سوپرانو و ارکستر — ۲۰۰۷;
  - روشن برای ویولن سل و رشته ها — ۲۰۰۶;
- گروه‌های کوچک و انفرادی
  - "چرا من باید مثل یک تیم'rous پرنده به کوه‌های دوردست پرواز؟" (با توجه به مزمور هیچ.  10(11) از کتاب مزامیر) برای فلوت آلتو فلوت، کلارینت‌های کلارینت باسبا ساکسیفون آلتو (شاخ انگلیسی در نسخه اولیه) ویولن، ویولا و ویولن سل — ۲۰۰۱;
  - Stück برای پیانو — ۲۰۰۴;
  - Partita–مراقبه برای دو ویولون — ۲۰۰۷;
  - Lamento برای piano trio — ۲۰۰۷;
  - سوئیت در C برای ویولن سل و پیانو — ۲۰۰۸;
  - اختراعات هشت ویلنسل‌های ساخت — ۲۰۰۹;